# 扎巴坚赞 (帕竹)

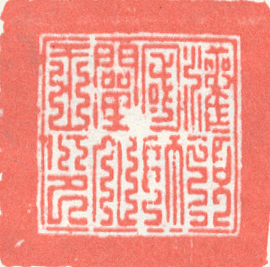
灌頂國師闡化王的印章

札巴坚赞（藏語：གོང་མ་གྲགས་པ་རྒྱལ་མཚན，威利转写：gong ma grags pa rgyal mtshan；1374年—1432年），《明史》上作吉剌思巴堅藏巴藏卜，又称札巴坚赞贝桑波，西藏歷史上帕木竹巴的第五代第悉，明代藏传佛教帕竹噶举派僧人，藏族。
他的伯祖父绛曲坚赞建立帕木竹巴政权，他八岁就任泽当寺主，十一岁辞去寺主，到乃邬栋孜担任万户长。1388年明太祖诏准他担任帕木竹巴第五代第悉，封他为灌顶国师。1406年，遣使入贡，明成祖封他为灌顶国师阐化王，赐螭纽玉印，世代承袭。他对其他教派也不轻视排挤，支持宗喀巴的黄教，宗喀巴受到他政治经济大力支持，在创办拉萨传大召的祈祷大会，札巴坚赞被黄教信众大力称赞。他每年写一部陀罗尼咒，二十二年从不间断。主持写下三部甘珠尔经，分别用金和金银混合物还有墨汁写成，它的训诂、正字、文法都非常严谨。